# Attaque de la prison de Bauchi
Notes
721 à 732 prisonniers délivrés par Boko Haram
Insurrection de Boko Haram
Batailles
L'attaque de la prison de Bauchi a lieu lors de l'insurrection de Boko Haram. Le 7 septembre 2010, des combattants de Boko Haram s'emparent de la prison et libèrent plusieurs détenus.

## Déroulement
Les assaillants commencent par attaquer les portes de la prison, équipés d'armes lourdes ils prennent le dessus et pénètrent dans le bâtiment après près d'une heure de fusillade. Les islamistes incendient ensuite une partie de la prison, ainsi que les véhicules de la police.
Les djihadistes délivrent 721 à 732 prisonniers, dont 150 membres de leur groupe. Environ 30 détenus sont repris le lendemain, dont 11 islamistes. Selon Olusola Ogundipe, directeur de la prison, plus de 120 évadés reviennent d'eux-mêmes se rendre aux autorités. La prison comptait 762 prisonniers au moment de l'attaque.
Selon Danlami Yar'Adua, commissaire de police de l’État de Bauchi, un soldat, un officier de police et deux habitants ont été tués lors de la fusillade. Des témoignages d'habitants font également état de nombreuses pertes du côté des policiers, tués ou blessés, lors de l'attaque de la porte.